# Orchestra Israeliană de Cameră
Orchestra Israeliană de Cameră (în ebraică: התזמורת הקאמרית הישראלית - Hatizmòret Hakamerit Haisr'elit) este un ansamblu orchestral de cameră din Israel, înființat în 1965 de către dirijorul Gary Bertini, care a fost directorul ei muzical între anii 1965-1975. La înființare numele ei a fost  Ansamblul israelian de cameră. 
Orchestra își are sediul la Tel Aviv-Yafo. Principalele ei subvenții provin de la Ministerul israelian al culturii și primăria Tel Aviv-Yafo.

## Conducerea ei muzicală
În anii 2009-2013 directorul muzical al orchestrei a fost dirijorul austriac Roberto Paternostro, Yoav Talmi - prim-dirijorul oaspete al ei, Daniel Cohen dirijorul oaspete permanent, iar violonista Elisabeth Wallfisch a fost directoarea seriei ei de concerte de muzică barocă. 
Intre anii 2013-2014 la conducerea orchestrei a revenit Yoav Talmi, iar din 2015 ea este condusă de dirijorul israelian Ariel Zuckermann.
După Gary Bertini orchestra a fost condusă succesiv de către compozitorul și dirijorul Luciano Berio (1975-1976), Rudolf Barșai (1976-1981), Uri Segal, Yoav Talmi (1984-1988), apoi violonistul și dirijorul Shlomo Mintz(1889-1993), Philippe Entremont(1995-1998), după aceea, în 1998-2001 de către Salvador Mass Conde, in 2002-2005 de către compozitorul și dirijorul Noam Shariff, în 2005-2009 de către compozitorul și pianistul Gil Shohat. 
Numeroși virtuozi au apărut ca soliști cu acest ansamblu, între ei putând fi menționați violoniștii Itzhak Perlman, Pinhas Zukerman, Shlomo Mintz, pianiștii Vladimir Ashkenazi și Yefim Bronfman, flautistul Jean-Pierre Rampal, violoncelistul Paul Tortelier, oboistul Heinz Holliger, violista Tabia Zimmermann, fagotistul Maurizio Paz etc. 
De asemenea - numeroase coruri, precum Corul băieților din Tölz, Corul băieților cântăreți din Viena și Corul de cameră din Praga. 
Orchestra organizează  turnee prin Europa, Statele Unite, Canada, America de Sud și Centrală si estul Asiei. Ea a participat și la numeroase festivaluri, inclusiv cele de la Salzburg, Praga, Strasbourg etc  
În fiecare an orchestra organizează un festival in hotelurile din Eilat.
În anul 2011 orchestra a jucat la Festivalul de la Bayreuth și o creație de Richard Wagner, autor prohibit din anul 1936 pe scenele de concert din Israel, alături de  imnul Israelului, ceea ce a trezit critici publice în Israel.
Orchestra Israeliană de Cameră ICO a înregistrat concerte pentru companiile de discuri Chandos, Naxos (muzica de Alberto Ginastera), Musicmasters, Koch și Teldec (muzică de Schoenberg și Ceaikovski).